# 搜狗输入法手机版
搜狗手机输入法是搜狗专门开发的，适用于Android、iOS、Windows Mobile（仅PPC）、Symbian S60等多种系统平台的手机输入法（目前只支持汉语拼音输入法）。该输入法的UIQ版本也正在开发中。

## 功能

### 核心输入
1. 智能拼音支持词组输入，支持大、小写字母和数字输入模式
2. 多种符号表情输入
3. 超大系统词库和用户词库
4. 采用搜狗的调频规则，自动调整频率
5. 支持用户自造词及自造词删除
6. 全键盘支持简拼输入；数字键盘支持省尾输入
7. 【1】键快速符号表，成对符号自动匹配（可设置），以及空格、换行的快速输入
8. 数字键盘支持长按数字上屏
9. 复制、粘贴功能
10. 单键高频词
11. 支持数字键快速选字，【1】键选择首选词

### 界面和操作
1. 数字键盘和全键盘自动适应
2. 开机自启动 （可设置）
3. 切换输入法
4. 输入窗口光标跟随，自动调整位置
5. 全键盘手机支持【Ctrl】、【Shift】、【Fn】功能键
6. 标准、超大两种字体（可设置）
7. 更换皮肤（可设置）

### 升级和扩展
1. 互联网词库更新（添加到用户词库中）
2. 程序更新和更新提示 （可设置）
3. 通过短信息推荐给好友
4. 通过wap访问官网
5. 提交意见反馈
6. Tips实时提示 （可设置）

## 版本
| 版本        | 發佈日期       | 重大更改 |
| ----------- | -------------- | --- |
| 1.0         | 2008年10月15日 | 支持︰ - S60V3平台、 - 数字键盘和全键盘自适应、 - 支持词组输入、 - 自造词、 - 词库更新                                                                                   |
| 1.1         | 2008年11月12日 | 支持︰ - S60 V2、V3系列手机、 - 扩充符号表、 - 数字键盘切换拼音时在字词区增加相应词组                                                                                    |
| 1.2         | 2009年1月15日  | 支持︰ - 数字键盘手机的简拼输入、 - 支持模糊音、 - 支持智能英文输入、 - 通讯录词库、 - 支持词库管理、 - 在线备份、 - 恢复词库、 - 以及针对部分程序可分别设置默认输入状态 |
| 1.21 加强版 | 2009年1月21日  | - 修复 1.2 版本中的一些 bug、 - 优化部分功能 |
| 1.3         | - 2009年5月6日 | - 蓝牙共享、 - 皮肤下载 |
| 1.4         | 2009年8月17日  | 支持︰ - S60 5th的触屏手机、 - 增加长词预测、 - 待上屏区的数字显示成拼音、 - 增加设置向导、 - 支持 E盘安装、 - 支持词库加载方式自定义、 - 支持繁体中文                   |
| 1.5         | 2010年8月12日  | - 通讯录联想、 - 空中导入PC版词库、 - 细胞词库 |

## 批评
虽然中文输入非常强大，但其英语输入能力却大遭质疑，其英文输入的不便使其遭受了诸多批评。除此之外，有些常用软件（如UCWEB等）在使用该输入法时亦会出现自动退出现象，因此其兼容性遭到质疑。但鉴于其还是一款年轻的软件，广大网友纷纷看好此输入法的前途。